# Zoo (francia együttes)
A Zoo egy francia együttes, mely 1968-ban alakult és 1972-ben oszlott fel.

## Tagok
- Michel Bonnecarrère - gitár
- Tony Canal - trombita
- Daniel Carlet - szaxofon, hegedű
- Joël Daydé - vokál (1968-70)
- Christian Devaux - dob
- Pierre Fanen - gitár (1968-70)
- André Hervé - billentyűs hangszerek
- Michel Hervé - basszus
- Michel Ripoche - szaxofon, hegedű, harsona
- Ian Bellamy - vokál (1970-72)

## Albumaik

### Nagylemezek
- Zoo (1969)
- I Shall Be free (1970)
- Hard Times, Good Times (1972)

### Kislemezek
- Bande Originale du Film "Le champignon" - Fungus / Valse (1970)
- City Break Down / Plaistow Place (1970)
- Benjamin Sacramouse's Dream / City Breakdown (1971)
- Hard Times, Good Times / Tupamaros (1971)
- Bande Originale du Film (1972)
- What Am I to Be / Four Strings (1972)
- Life is Living / Stiggy Poo (1972)

## Külső hivatkozások
- http://rateyourmusic.com/artist/zoo_f4